# Hernán Senillosa
Hernán Senillosa (Buenos Aires, 1 de octubre de 1977) es un exjugador argentino de rugby que se desempeñó como centro.

## Selección nacional
Fue convocado a los Pumas por primera vez en abril de 2002 para enfrentar a los Teros y disputó su último test match en octubre de 2007 contra Les Bleus. En total jugó 33 partidos y marcó 128 puntos.

### Participaciones en Copas del Mundo
Disputó las Copas del Mundo de Australia 2003 y Francia 2007 cuando lo seleccionaron en el lugar de Martín Gaitán que debió retirarse de la activad por motivos médicos, Senillosa fue suplente de Manuel Contepomi y lo reemplazó en los minutos finales de cada partido con la excepción del partido ante Namibia donde comenzó de titular y jugando de wing.
| Mundial                       | Sede      | Resultado     | PJ | Tries |
| ----------------------------- | --------- | ------------- | -- | ----- |
| Copa Mundial de Rugby de 2003 | Australia | Primera fase  | 2  | 0     |
| Copa Mundial de Rugby de 2007 | Francia   | Tercer puesto | 6  | 0     |

## Palmarés
- Campeón del Torneo Panamericano de 2003.
- Campeón del Torneo sudamericano de 2002, 2003, 2004 y 2006.
- Campeón del Torneo Nacional de Clubes de 1996, 2001, 2003, 2010, 2015, 2016 y 2017.
- Campeón del Top 12 de la URBA de 1996 1998, 2007, 2008, 2009, 2012, 2014 y 2015.